# 稲沢市荻須記念美術館
稲沢市荻須記念美術館（いなざわしおぎすきねんびじゅつかん）は、愛知県稲沢市の稲沢公園内にある公立の美術館である。

## 歴史
1983年（昭和58年）に開館した荻須高徳の個人美術館。建物は、1985年（昭和60年）に第26回BCS賞を受賞している。また、1996年（平成8年）に荻須がパリで使用していたアトリエを復元した際には、1997年（平成9年）の第4回愛知まちなみ建築賞を受賞している。
荻須が生前稲沢市に寄贈した作品を中心に常設展示しているほか、特別展や企画展が開催される。また、復元されたアトリエも1996年（平成8年）4月2日から一般公開されている。

## 利用案内
開館時間
9:30 - 17:00
休館日
月曜日（祝日の場合は翌日）、祝日の翌日、年末年始、国府宮はだか祭の日。
入館料
常設展示室は有料（一般：310円、高・大学生：210円、小・中学生：50円）。
一般展示室については無料（特別展・企画展についてはそのつど料金を設定）。

## 交通アクセス
- 名鉄名古屋本線「国府宮駅」から徒歩で約20分。
- 名鉄名古屋本線「国府宮駅」から名鉄バスに乗り換え「美術館・保健センター」バス停で下車。
- 名神高速道路一宮ICもしくは東海北陸自動車道一宮西ICから車で約20分。
- 東海北陸自動車道一宮稲沢北ICから車で約15分。

## 近隣施設
- 名古屋文理大学（稲沢市美術館大学パートナーシップ事業参画）
- 稲沢公園
- 稲沢市保健センター
- 稲沢市立稲沢西中学校
- 性海寺
- 尾張大国霊神社（国府宮神社）